# Stazione meteorologica di Sant'Elia Fiumerapido
La stazione meteorologica di Sant'Elia Fiumerapido è la stazione meteorologica di riferimento relativa alla località di Sant'Elia Fiumerapido.

## Coordinate geografiche
La stazione meteorologica è situata nell'Italia centrale, nel Lazio, in provincia di Frosinone, nel comune di Sant'Elia Fiumerapido, a 84 metri s.l.m. e alle coordinate geografiche 41°33′N 13°52′E.

## Dati climatologici
Secondo i dati medi del trentennio 1961-1990, la temperatura media del mese più freddo, gennaio, si attesta a +7,3 °C, mentre quella del mese più caldo, luglio, è di +25,2 °C .
| Sant'Elia Fiumerapido | Mesi | Mesi | Mesi | Mesi | Mesi | Mesi | Mesi | Mesi | Mesi | Mesi | Mesi | Mesi | Stagioni | Stagioni | Stagioni | Stagioni | Anno |
| Sant'Elia Fiumerapido | Gen  | Feb  | Mar  | Apr  | Mag  | Giu  | Lug  | Ago  | Set  | Ott  | Nov  | Dic  | Inv      | Pri      | Est      | Aut      | Anno |
| --------------------- | ---- | ---- | ---- | ---- | ---- | ---- | ---- | ---- | ---- | ---- | ---- | ---- | -------- | -------- | -------- | -------- | ---- |
| T. max. media (°C)    | 10,9 | 12,1 | 16,0 | 19,3 | 23,6 | 28,5 | 31,2 | 31,1 | 27,6 | 22,0 | 16,5 | 12,6 | 11,9     | 19,6     | 30,3     | 22,0     | 21,0 |
| T. min. media (°C)    | 3,8  | 4,5  | 7,1  | 9,1  | 12,9 | 16,9 | 19,2 | 19,1 | 16,6 | 13,2 | 9,0  | 6,1  | 4,8      | 9,7      | 18,4     | 12,9     | 11,5 |